# クロード・シモン
クロード・シモン（Claude Simon, 1913年10月10日 - 2005年7月6日）は、フランスの作家。

## 経歴
フランス領（当時）マダガスカル、アンタナナリボに生まれる。両親ともフランス人で、軍人であった父は第一次大戦で死去し、以後ルシヨンのワイン生産地区ペルピニャンで母らとともに生活するが、その母とも11歳のときに死別する。パリの名門校スタニスラス校での寄宿生生活を経て、オックスフォード大学、ケンブリッジ大学に短期間通ったのち、アンドレ・ロート・アカデミーで絵画を学んだ。その後ヨーロッパ各地を旅行、1936年には内戦下のバルセロナに2週間の滞在を経験した。
1939年8月、竜騎兵連隊に伍長として召集され、ムーズ県の戦闘にて捕虜となるが、1940年10月に脱走。各地への旅行とともにこの大戦時の経験はシモンの作品にたびたび描かれることになる。その後レジスタンス活動に加わるとともに、ペルピニャンの城館で絵を描きまた執筆活動をはじめる。1945年、戦前から書き進めていた処女小説『ペテン師』を出版。1956年にアラン・ロブ＝グリエと知り合い、彼の勧めで翌年『風』を出版。以後の執筆活動でロブ＝グリエ、ミシェル・ビュトール、ナタリー・サロートらとともにヌーヴォー・ロマンの旗手と目される。1960年、代表作『フランドルへの道』を出版し、同年エクスプレス賞。1962年レア・カラヴァスと結婚。他の作品に『ファルサロスの戦い』（1969年）、『三枚つづきの絵』（1973年）、『農耕詩』（1981年）など。
1985年、「その小説において、詩人の創造性と画家の創造性を深められた時間意識に結びつけ、人間の状況を描出した」("who in his novel combines the poet's and the painter's creativeness with a deepened awareness of time in the depiction of the human condition") としてノーベル文学賞を受賞。1989年10月には、読売新聞社主催の「第2回ノーベル賞受賞者日本フォーラム」に出席するため来日、東京で天皇や日本政府要人と会見したあと北海道札幌市を訪れ、地元の高校生らと対話した。2005年7月6日、パリにて死去。

## 主な作品
- 『ペテン師』"Le Tricheur", 1945年
  - 松崎芳隆訳　世界の文学 23　集英社、1977
- 『綱渡り』"La Corde raide", 1947年
  - 芳川泰久訳　幻戯書房〈ルリユール叢書〉、2025年6月
- 『ガリバー』"Gulliver", 1952年
  - 芳川泰久訳　幻戯書房〈ルリユール叢書〉、2023年12月
- 『春の祭典』" Le Sacre du Printemps", 1954年
  - 日本語訳未刊行
- 『風』"Le Vent", 1957年
  - 平岡篤頼訳　世界の文学 23　集英社、1977
- 『草』"L'Herbe", 1958年
  - 白井浩司訳　現代フランス文学13人集 4　新潮社、1966
- 『フランドルへの道』"La Route des Flandres", 1960年
  - 平岡篤頼訳　白水社、1966
- 『ル・パラス』"Le Palace", 1962年
  - 平岡篤頼訳 世界文学全集　20世紀の文学 27　集英社、1968
- 『女たち』"Femmes", 1966年
  - 日本語訳未刊行
- 『歴史』"Histoire", 1967年
  - 岩崎力訳　白水社、1968
- 『ファルサロスの戦い』"La Bataille de Pharsale", 1969年
  - 菅野昭正訳　白水社、1973
- 『盲いたるオリオン』"Orion Aveugle", 1970年
  - 平岡篤頼訳　新潮社、1976
- 『導体』" Les Corps conducteurs", 1971年
  - 日本語訳未刊行
- 『三枚つづきの絵』"Triptyque", 1973年
  - 平岡篤頼訳　白水社、1980
- 『事物のレッスン』"Leçon de choses", 1975年
  - 日本語訳未刊行
- 『農耕詩』"Les Géorgiques", 1981年
  - 芳川泰久訳　白水社　2012年
- 『ベレニスの髪』"La Chevelure de Bérénice", 1984年
  - 松浦寿輝訳　「新潮 現代ヨーロッパの短篇」1988年4月号　新潮社
- 『招待』"L'Invitation", 1987年
  - 日本語訳未刊行
- 『アカシア』"L'Acacia", 1989年
  - 平岡篤頼訳　白水社、1995
- 『植物園』"Le Jardin des Plantes", 1997年
  - 日本語訳未刊行
- 『路面電車』"Le Tramway", 2001年
  - 平岡篤頼訳、白水社、2003

### 評伝研究
- ミレイユ・カル゠グリュベール『クロード・シモン――書くことに捧げた人生』

関未玲・上田章子訳、水声社、2023年